# 臺南市立忠孝國民中學
22°58′53.20″N 120°13′23.33″E / 22.9814444°N 120.2231472°E
臺南市立忠孝國民中學（簡稱忠孝國中）是一所位於臺灣臺南市東區的市立國民中學，成立於1963年6月1日。校名取自鄭成功之爵位－忠孝伯。

## 歷史
1963年6月1日忠孝國中成立，並於同日動土興建校舍，校址定於東區榮譽街鄰近臺鐵縱貫線處，該校於籌備時以「臺南市立成功初級中學」為名，惟至同月24日奉准招生時，即改稱「臺南市立忠孝初級中學」。同年9月開始上課時，因校舍尚在施工，故暫借進學國校（今進學國小）教室授課，至隔年1月工程完成方遷回。1964年2月，臺灣省政府教育廳派陳峰津為首任校長，其任內定校慶為6月1日、校訓為「誠公勤樸」。1968年因臺灣實施九年國民義務教育，改為現名。2003年9月遷至崇善路現址，原址後改由國立臺南師範學院（今國立臺南大學榮譽校區）使用。

### 歷任校長
| 任次 | 校長   | 任期                        | 備註 |
| ---- | ------ | --------------------------- | ---- |
| 1    | 陳鋒津 | 1964年2月－1972年6月        |      |
| 2    | 謝錦鑾 | 1972年8月－1978年2月        |      |
| 3    | 洪明煌 | 1978年2月－1985年4月        |      |
| －   | 王桑蓬 | 1985年4月－1985年9月        | 代理 |
| 4    | 張新松 | 1985年9月－1990年3月        |      |
| 5    | 翁資雄 | 1990年3月－1995年3月        |      |
| 6    | 張俊欽 | 1995年9月－1999年4月        |      |
| 7    | 吳福春 | 1999年4月－2010年7月31日    |      |
| 8    | 李月華 | 2010年8月1日－2017年7月31日 |      |
| 9    | 侯志偉 | 2017年8月1日一2023年7月31日 |      |
| 10   | 黃峻宏 | 2023年7月31日一今           |      |

## 校園
校地目前約佔地2.8公頃、地處商業文教區的臺南市東區。早年為行政院農業委員會臺南區農業改良場用地，2003年12月農改場遷至臺南縣新化鎮（今臺南市新化區）後忠孝國中才由榮譽街舊校區遷入。後臺南市政府變更都市計畫，將校地（文中75）延伸至龍山街。

## 外部連結
- 臺南市立忠孝國民中學